# L'Amérique des autres
Pour plus de détails, voir Fiche technique et Distribution.
L'Amérique des autres (Someone Else's America) est un film réalisé par Goran Paskaljević, sorti en 1995.

## Synopsis
Alonso et Bayo vivent à New York, le premier est originaire d'Espagne, le second du Monténégro.

## Fiche technique
- Titre original : Someone Else's America
- Titre français : L'Amérique des autres
- Réalisation : Goran Paskaljević
- Scénario : Gordan Mihić
- Décors : Diane Lederman
- Costumes : Charlotte Holdich
- Photographie : Giorgos Arvanitis
- Montage : William Diver
- Musique : Andrew Dickson
- Pays de production :  Yougoslavie,  Royaume-Uni,  France,  Allemagne,  Grèce
- Format : couleurs - 35 mm - 1,66:1 - Dolby
- Genre : comédie dramatique[1]
- Durée : 96 minutes
- Dates de sortie :
  - Yougoslavie : 19 avril 1995
  - France : 20 décembre 1995

## Distribution
- Tom Conti : Alonso
- Miki Manojlović : Bayo
- María Casares : la mère d'Alonso
- Zorka Manojlović : la mère de Bayo
- Sergej Trifunović : Lukas
- José Ramón Rosario : Panchito

## Distinctions

### Récompense
- Festival international du film de Valladolid 1995 : Espiga de Oro

### Sélections
- Festival de Cannes 1995 : Quinzaine des réalisateurs
- Festival international du film de Toronto 1995 : section Gala Presentation